# Bennett (Iowa)
Pour les articles homonymes, voir Bennett.
Bennett est une ville du comté de Cedar, en Iowa, aux États-Unis. Elle est incorporée le 26 décembre 1896. 

## Source de la traduction
- (en) Cet article est partiellement ou en totalité issu de l’article de Wikipédia en anglais intitulé « Bennett, Iowa » (voir la liste des auteurs).